# Carl Weigert

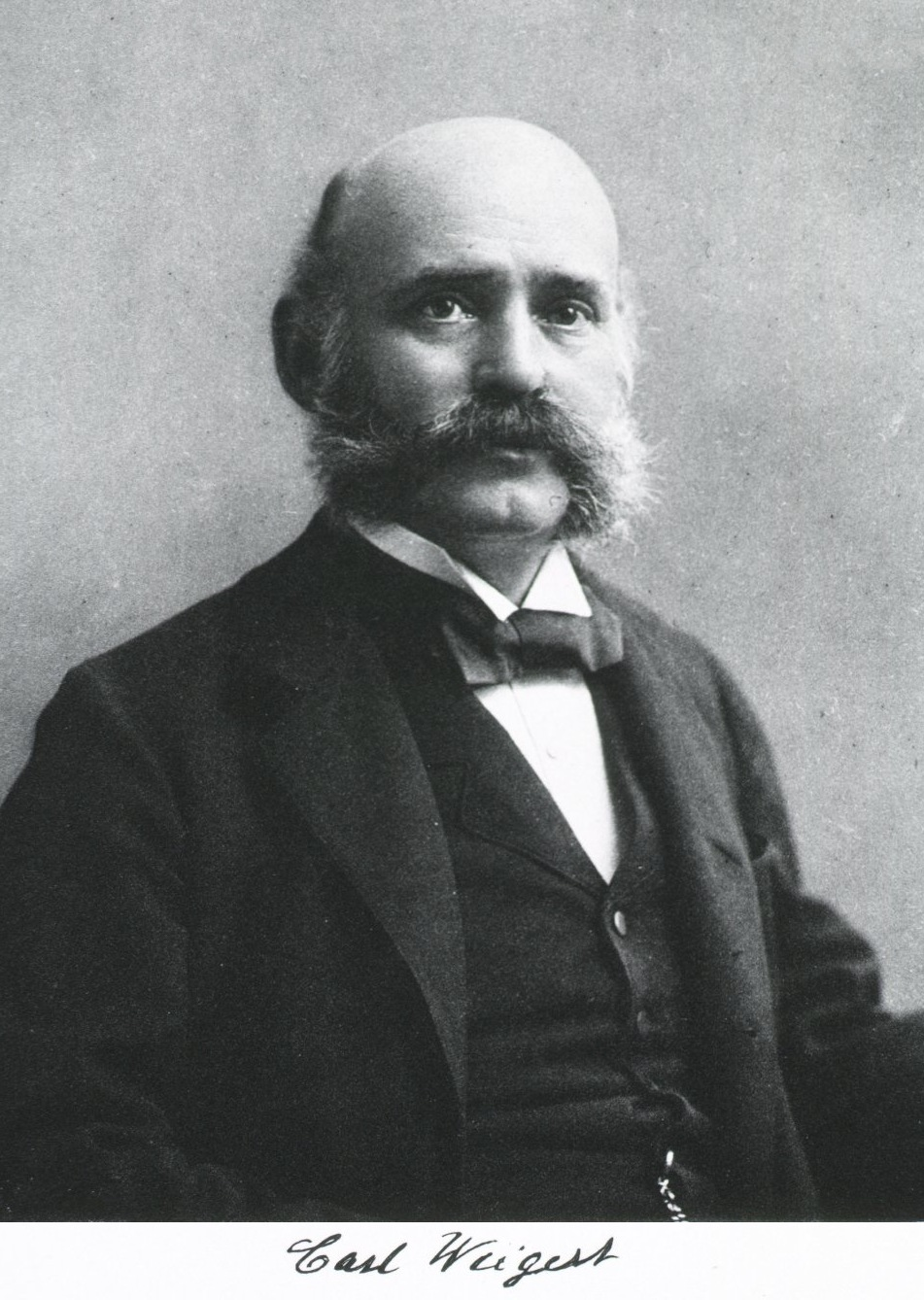
Carl Weigert, um 1900

Carl Weigert (* 19. März 1845 in Münsterberg in Schlesien; † 5. August 1904 in Frankfurt am Main) war ein deutscher Pathologe. Er war der Erste, der Bakterien mit Farbstoffen sichtbar machte, und führte Anilinfarbstoffe in die Histologie und in die Bakteriendiagnostik ein.

## Leben
Weigert, dessen Vater Besitzer eines Gasthofes war, besuchte in Breslau das Maria-Magdalenen-Gymnasium. Nach dem Abitur im Jahre 1862 (zusammen mit dem späteren Philologen Carl Bardt) studierte er bis 1868 Medizin an den Universitäten Berlin, Wien und Breslau. 1866 wurde er in Berlin promoviert. Von 1868 bis 1870 war Weigert Assistent bei Heinrich Wilhelm Waldeyer in Breslau. Er nahm am Deutsch-Französischen Krieg (1870–71) teil. Von 1871 bis 1874 war er klinischer Assistent von Hermann Lebert in Breslau. 1874 wurde er Assistent bei Julius Friedrich Cohnheim (1839–1884) am Pathologischen Institut der Universität Breslau, 1875 wurde er dort für Pathologie habilitiert. 1878 folgte er Cohnheim nach Leipzig, wo er 1879 zum außerordentlichen Professor für Pathologie ernannt wurde. Die Nachfolge auf das Ordinariat seines akademischen Lehrers wurde ihm nach dessen Tod aufgrund seiner jüdischen Herkunft verweigert. 1885 wurde er zum ordentlichen Professor für pathologische Anatomie und Direktor des Pathologisch-Anatomischen Instituts der Senckenbergischen Stiftung in Frankfurt am Main berufen, wo er bis zu seinem Tod verblieb. 1899 erhielt er den Titel Geheimer Medizinalrat und wurde zum Ehrenmitglied des neu begründeten Instituts für Experimentelle Therapie der Senckenbergischen Stiftung ernannt.
Weigert assistierte Cohnheim bei vielen seiner Forschungsarbeiten und veröffentlichte viel über die Darstellung von Bakterien durch Mikroskopie. Es entstanden grundlegende Arbeiten zur Entzündungslehre, zur Koagulationsnekrose und zu Infektionserkrankungen (Tuberkulose, Pocken). Er gab der Bakteriologie und Neuropathologie durch Einführung diverser Färbetechniken, etwa 1882 der Markscheidenfärbung, wesentliche Impulse. Zur Darstellung elastischer Fasern entwickelte er die Elastika-Färbung.
Er starb 1904 und wurde auf dem jüdischen Friedhof an der Rat-Beil-Straße in Frankfurt am Main beigesetzt (Grablage: Block 66).
Weigert war ein Cousin von Paul Ehrlich und weckte dessen Interesse an histologischen Färbungen.

## Schriften (Auswahl)
- De nervorum laesionibus telorum ictu effectis. Schade, Berlin 1866 (Dissertation, Universität Berlin, 1866).
- Pocken-Efflorescenz der äusseren Haut (= Anatomische Beiträge zur Lehre von den Pocken. H. 1). Cohn & Weigert, Breslau 1874.
- Über pockenähnliche Gebilde in parenchymatösen Organen und deren Beziehung zu Bacteriencolonien (= Anatomische Beiträge zur Lehre von den Pocken. H. 2). Cohn & Weigert, Breslau 1875 (Habilitationsschrift, Universität Breslau, 1875).
- Färbung der Bacterien mit Anilinfarben. Breslau 1875.
- Die Bright’sche Nierenerkrankung vom pathologisch-anatomischen Standpunkte. In: Sammlung klinischer Vorträge. Band 162 f., 1879, S. 1411–1460 (Breitkopf & Härtel, Leipzig 1879).
- Über eine neue Untersuchungsmethode des Centralnervensystems. In: Centralblatt für die Medizinische Wissenschaft. Band 20, 1882, S. 753 ff.
- Fibrinfärbung. 1886.
- Beiträge zur Kenntnis der normalen menschlichen Neuroglia. Festschrift zum 50-jährigen Jubiläum des Ärztlichen Vereins zu Frankfurt/M. 3. November 1895. Diesterweg, Frankfurt am Main 1895.
- Elastische Fasern. Frankfurt am Main 1898.
- Gesammelte Abhandlungen. Unter Mitwirkung von Ludwig Edinger und Paul Ehrlich. Hrsg. und eingeleitet von Robert Rieder. 2 Bände. Springer, Berlin 1906.
- Beiträge zu Albert Eulenburgs Real-Encyclopädie der gesammten Heilkunde. Erste Auflage.
  - Band 3 (1880) (Digitalisat), S. 334–339: Coagulationsnecrose
  - Band 4 (1880) (Digitalisat), S. 496–500: Embolie; S. 644–676: Entzündung
  - Band 11 (1882) (Digitalisat), S. 249–254: Pyämie; S. 523–530: Rotz
  - Band 13 (1883) (Digitalisat), S. 541–549: Thrombose
  - Band 14 (1883) (Digitalisat), S. 454–458: Venenentzündung